# Lekkoatletyka na Letnich Igrzyskach Paraolimpijskich 2012 – 100 metrów T54 kobiet
W biegu na 100 metrów kl. T54 kobiet podczas Letnich Igrzysk Paraolimpijskich 2012 rywalizowało ze sobą 13 zawodniczek. W konkursie udział wzięły zawodniczki poruszające się na wózkach z uszkodzonym rdzeniem kręgowym, posiadające pełną kontrolę nad rękami, szeroką nad tułowiem i jej pozbawione nad nogami.

## Wyniki

### Eliminacje

#### Bieg 1
| Miejsce | Zawodniczka     | Państwo           | Czas  | Uwagi |
| ------- | --------------- | ----------------- | ----- | ----- |
| 1.      | Dong Hongjiao   | Chiny             | 16.21 | Q, PB |
| 2.      | Amanda Kotaja   | Finlandia         | 16.45 | Q, PB |
| 3.      | Manuela Schaer  | Szwajcaria        | 16.92 | Q     |
| 4.      | Hannah McFadden | Stany Zjednoczone | 18.23 | q     |
| 5.      | Amberlynn Weber | Stany Zjednoczone | 18.48 |       |
| 6.      | Isatou Nyang    | Gambia            | 20.32 | SB    |

#### Bieg 2
| Miejsce | Zawodniczka              | Państwo                       | Czas  | Uwagi |
| ------- | ------------------------ | ----------------------------- | ----- | ----- |
| 1.      | Liu Wenjun               | Chiny                         | 16.10 | Q, AR |
| 2.      | Tatyana McFadden         | Stany Zjednoczone             | 16.53 | Q     |
| 3.      | Keira-Lyn Frie           | Kanada                        | 17.54 | Q     |
| 4.      | Yazmith Bataz            | Meksyk                        | 18.40 | q     |
| 5.      | Alexandra Helbling       | Szwajcaria                    | 18.53 | SB    |
| 6.      | Marianne Maiboll         | Dania                         | 19.07 |       |
| 7.      | Dedeline Mibamba Kimbata | Demokratyczna Republika Konga | 23.08 |       |

### Finał
| Miejsce | Zawodniczka      | Państwo           | Czas  | Uwagi |
| ------- | ---------------- | ----------------- | ----- | ----- |
|         | Liu Wenjun       | Chiny             | 15.82 | WR    |
|         | Dong Hongjiao    | Chiny             | 15.86 | PB    |
|         | Tatyana McFadden | Stany Zjednoczone | 16.15 |       |
| 4.      | Amanda Kotaja    | Finlandia         | 16.29 | ER    |
| 5.      | Manuela Schaer   | Szwajcaria        | 16.76 |       |
| 6.      | Keira-Lyn Frie   | Kanada            | 17.26 |       |
| 7.      | Yazmith Bataz    | Meksyk            | 17.93 |       |
| 8.      | Hannah McFadden  | Stany Zjednoczone | 18.02 |       |